# Waking Up (canción)
«Waking Up» es una canción del grupo pop británico Elastica. Fue lanzado como sencillo en febrero de 1995 y alcanzó el puesto nº13 en la lista de sencillos del Reino Unido. Precedió al lanzamiento de su álbum debut homónimo, que salió el mes siguiente.
La canción, recibió críticas positivas. Sin embargo, también provocó una demanda de los editores de The Stranglers, quien afirmó que es el mismo riff de la canción "No More Heroes". El caso fue resuelto mediante acuerdo fuera del juzgado.

## Letras
"Waking Up" es una canción acerca de ser un fracasado, en la que la escritora y cantante Justine Frischmann "exorciza su malestar personal" con las líneas: "I'd work very hard but I'm lazy/I've got a lot of songs but they're all in my head/I'll get a guitar and a lover who pays me/If I can't be a star I won't get out of bed." ("Yo trabajo muy duro, pero soy perezoso / tengo muchas canciones pero todas están en mi cabeza / voy a conseguir una guitarra y una amante que me pague / Si no puedo ser una estrella no me levantaré de la cama "). Damon Albarn contribuyó con sus teclados a la canción.
El sencillo fue lanzado en febrero de 1995 con el lado B, "Gloria". "Waking Up" fue incluida como la pista número 11 del álbum, y una versión alternativa fue incluida en 2001 en The Radio One Sessions.

## Controversias
Elastica fue demandado por plagio por los publicistas de The Stranglers, Complete Music, quien afirmó que "Waking Up" se parecía a una de las canciones de "The Stranglers", "No More Heroes" El caso fue resuelto fuera de corte antes de álbum de Elastica saliera a la venta. Elastica acordó pagar a Complete Music 40% de las regalías del álbum, The Stranglers y también se les dio un crédito de coescribir la canción.
Uno de los miembros de The Stranglers, JJ Burnel, más tarde dijo: "Sí, suena como nosotros, pero ¿y qué? por supuesto que hay plagio, pero a menos que usted vive en un vacío que siempre va a ser. Es la primera cosa que nuestros publicistas han hecho por nosotros en 20 años, pero si hubiera sido por mí, no me hubiera molestado". Otro miembro de The Stranglers, Jet Black, incluso agradeció a Elastica en el Melody Maker para llamar la atención sobre su antigua banda.

## Recepción

### Recepción de la crítica
"Waking Up", recibió comentarios positivos de los críticos de música. Louise Gris calificó de "magnífico". Stephen Thomas Erlewine de Allmusic escribió "rehacer la canción no more heroes es un himno más universal que no pierde ninguno de sus punkiness". Jack Rabid escribió sobre "Waking Up" es una "gran canción" que "suena como Wire haciendo un cover the Stranglers, con una cantante femenina fuerte".

### Posicionamiento
La canción debutó en las listas del Reino Unido en el nº13 el 25 de febrero de 1995. A la semana siguiente, se redujo a nº22, una semana después, fue en el nº33 y, finalmente, el solo fue en el número 54 el 18 de marzo. "Waking Up" permaneció en las listas durante cuatro semanas en total.

## Videoclip
El vídeo musical promocional para "Waking Up" cuenta con dos representaciones diferentes de la banda. En la cual es muy parecida al video de Connection.

## Listado de temas

### 7"
1. "Waking Up"
2. "Gloria"

### CD
1. "Waking Up"
2. "Gloria (John Peel Show)"
3. "Car Wash (Donna and Justin's 4 track demo)"
4. "Brighton Rock"

- Las ediciones de 7", 12", CD y casete fueron lanzado en el Reino Unido el 2 de febrero de 1995.
- Las ediciones americanas y australianas del sencillo en CD fueron lanzado el 13 de febrero de 1995.[2]